# Nghệ An
Nghệ An är en provins i centrala Vietnam. Provinsen består av stadsdistrikten Vinh (huvudstaden) och Cua Lo, samt sjutton landsbygdsdistrikt: Anh Son, Con Cuong, Dien Chau, Do Luong, Hung Nguyen, Ky Son, Nam Dan, Nghia Dan, Nghi Loc, Que Phong, Quy Chau, Quy Hop, Quynh Luu, Tan Ky, Thanh Chuong, Tuong Duong och Yen Thanh. 
Ho Chi Minh föddes i Hoang Tru i Nghệ An 1890, då provinsen tillhörde Franska Indokina.